# El Quelitalillo
El Quelitalillo är en ort i Mexiko.   Den ligger i kommunen Lagunillas och delstaten San Luis Potosí, i den centrala delen av landet, 250 km norr om huvudstaden Mexico City. El Quelitalillo ligger 922 meter över havet och antalet invånare är 312.
Terrängen runt El Quelitalillo är kuperad norrut, men söderut är den platt. Runt El Quelitalillo är det glesbefolkat, med 16 invånare per kvadratkilometer. Närmaste större samhälle är San Ciro de Acosta, 6,8 km väster om El Quelitalillo. I omgivningarna runt El Quelitalillo växer huvudsakligen savannskog.